# Stadtmauer Lassan

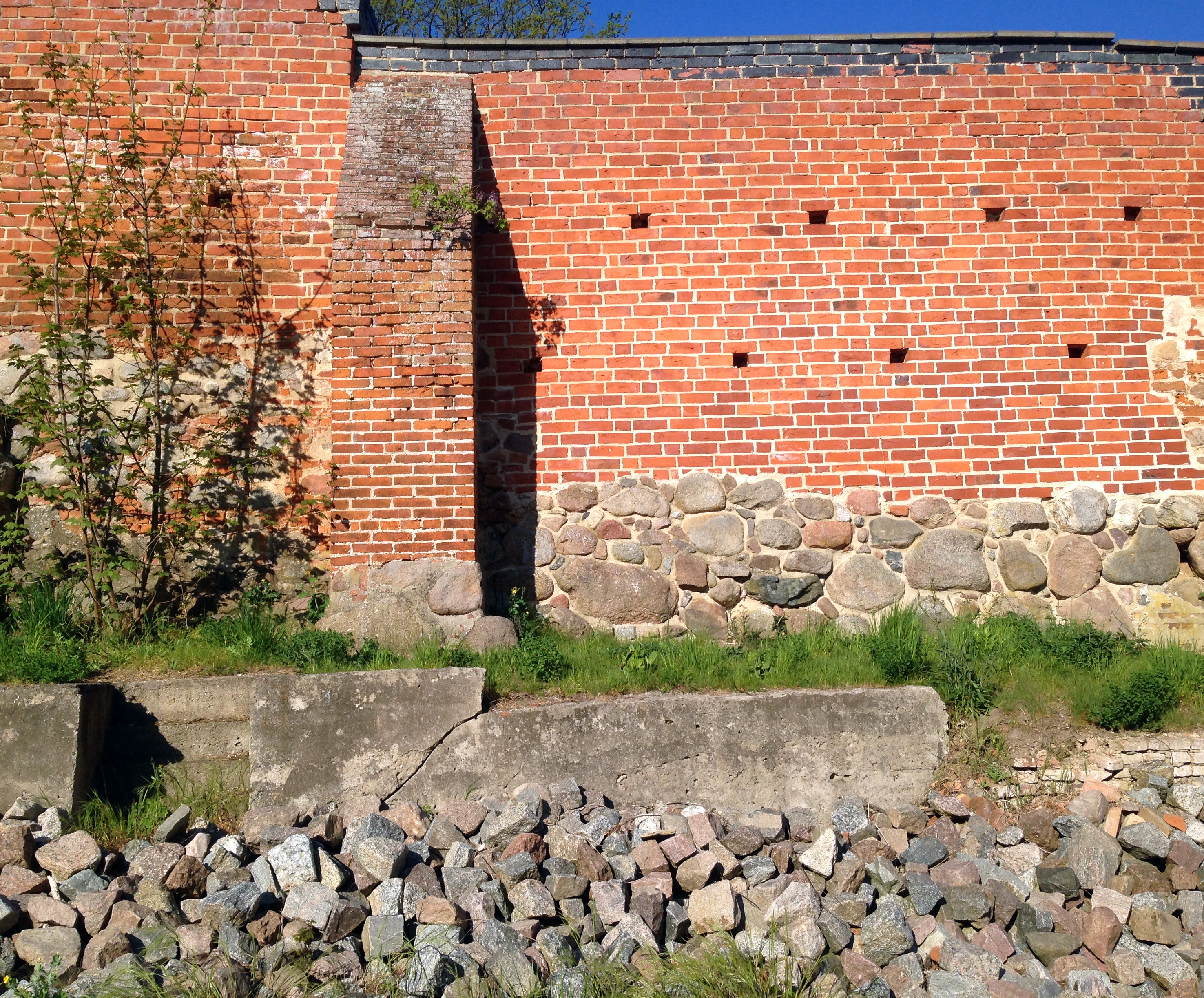
Sanierter Abschnitt der Stadtmauer mit Rest des Torwächterhäuschens.

Die Stadtmauer Lassan in Lassan (Mecklenburg-Vorpommern), direkt an der Stadtkirche St. Johannis zu Lassan, ist nur in einem kleinen Rest erhalten.
Die Stadtmauerreste stehen unter Denkmalschutz.

## Geschichte

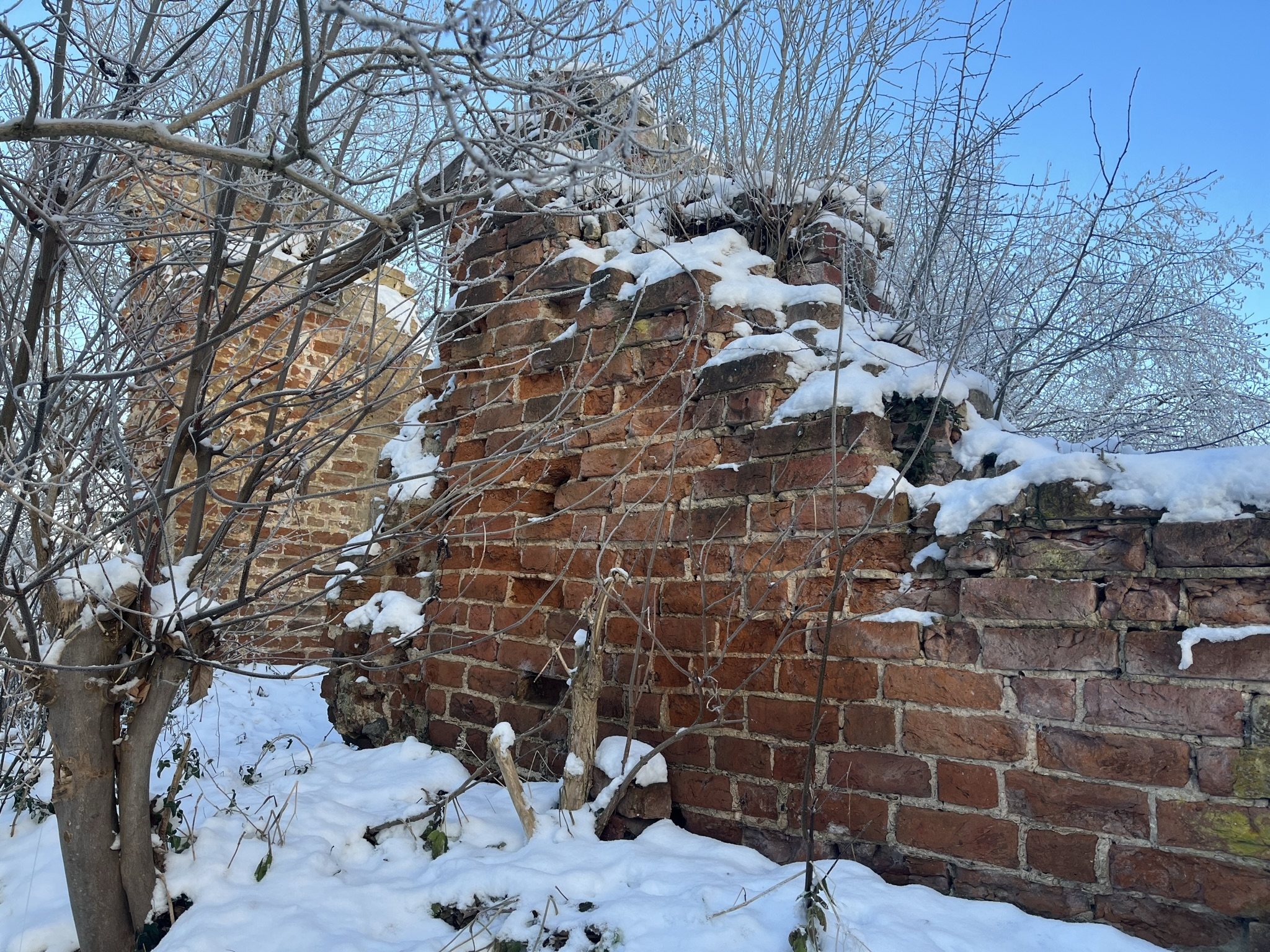
Die Ruine des Lassaner Wachturms im Dezember 2022.

Lassan mit seinen 1456 Einwohnern (2021) wurde 1136 erstmals erwähnt als Fischersiedlung mit einer Burg. Die Siedlung erhielt 1270 das Stadtrecht und durfte nun eine Stadtmauer bauen. Die Burg und die Mauer schützten landseitig die kleine Hafenstadt. Im beginnenden 14. Jahrhundert wurde mit dem Bau der Mauer begonnen. Sie besteht aus einem Sockel aus Feldsteinen und der Mauer aus Backsteinen. Nachdem Burg und Mauer ihre Bedeutung als Befestigung verloren, verfielen sie.
Die noch vorhandenen Reste der Mauer waren in den 1990er Jahren in einem katastrophalen Zustand. Über die Hälfte der Ziegelsteine mussten ausgewechselt werden. Im Rahmen der Städtebauförderung wurde durch ein Gutachten das Verfahren zum Erhalt der Stadtmauerreste und eines Turmteiles erarbeitet. In den 2010er Jahren wurde die Sanierung des Sockels und die Restaurierung der Mauer mit einigen Stützpfeilern und mit einer neuen Mauerkrone im vorderen Abschnitt durchgeführt. Der hintere Abschnitt mit der Ruine des Wachturms blieb unsaniert.
Da die sanierte Mauerkrone aktuell bereits erste Witterungsschäden zeigt, soll die Stadtmauer im Jahr 2023 ausgebessert, neu verfugt und mit einer geeigneten Abdeckung versehen werden. Außerdem soll erstmals der Wachturmstumpf im hinteren Abschnitt einbezogen und zu einer Basis für eine Aussichtsplattform aufgewertet werden.